# Gare de Rochefort
Gare de Rochefort vasútállomás Franciaországban, Rochefort településen.

## Vasútvonalak
Az állomást az alábbi vasútvonalak érintik:
- Nantes–Saintes-vasútvonal

## Kapcsolódó állomások
A vasútállomáshoz az alábbi állomások vannak a legközelebb:
- Gare de Saint-Laurent Fouras
- Gare de Tonnay-Charente
- Gare de Châtelaillon